# باقر پرهام
باقر پَرهام (۹ تیر ۱۳۱۴ – ۷ خرداد ۱۴۰۲) مترجم و پژوهشگر جامعه‌شناسی و فلسفه بود. او از سال ۲۰۰۰ در ساکرامنتو، کالیفرنیا سکونت داشت.

## زندگی
باقر پرهام در رودبارِ گیلان زاده شد. تحصیلاتش را از مکتب شروع کرد. آغاز تحصیلات رسمی او در مدرسه از کلاس دوم شروع شد. تحصیلات ابتدایی را در دبستان سیروس رودبار گذراند. با خانواده به رشت رفت. پایه ششم را ابتدا در مدرسه مژدهی رشت شروع کرد ولی چون می‌خواست در رشته ادبی تحصیل کند به دبیرستان نوربخش رشت منتقل شد. ششم ادبی را در سال ۱۳۳۵ به پایان رساند و به تهران رفت. در امتحان ورودی دانشسرای عالی رشته فلسفه و علوم تربیتی را انتخاب کرد. در سال‌های ۱۳۳۵ تا پاییز ۱۳۳۸، در دانشسرای عالی تحصیل کرد. پس از دریافت لیسانس در رشتهٔ فلسفه و علوم تربیتی، برای اجرای تعهد پنج سال دبیری به کاشان رفت و در دبیرستان‌های آن شهر مشغول تدریس شد.
چند ماه در پژوهشی در مؤسسه مطالعات و تحقیقات اجتماعی شرکت کرد. در سال ۱۳۴۳ وارد این مؤسسه شد. در سال ۱۳۴۶ بورس تحصیلی فرانسه را دریافت کرد. اوایل پاییز سال ۱۹۶۷ به پاریس اعزام شد و در حومهٔ شمال غربی پاریس به دانشگاه نانتر پاریس رفت و در رشته جامعه‌شناسی برای دورهٔ دکترا ثبت نام کرد. اما مدتی بعد بورسیه را رها کرد و به ایران بازگشت. در آغاز سال تحصیلی ۱۳۵۰ با یک بورس تحصیلی دیگر مجدداً عازم پاریس شد و در مدرسه عالی مطالعات علوم اجتماعی پاریس ثبت نام کرد. آلن تورن استاد راهنمایش بود. پس از بیست و شش ماه از رساله دکترایش با موضوع «بازسازی مناطق زلزله‌زده فردوس» دفاع کرد و در مقابل هیئت داوران دانشگاه دکارت پاریس در اواسط زمستان ۱۳۵۲ با اخذ درجه ”بسیار خوب” تحصیلاتش را به پایان رساند و به ایران بازگشت. وی پدر رامین پرهام بازیگر، پژوهشگر و نویسنده ایرانی است.

### فعالیتِ سیاسی
پرهام گرچه با حزب توده ایران سر سازگاری نداشت ولی او را به اتهام مرام اشتراکی محکوم کرده و به زندان قصر فرستادند. پرهام از اعضای کانون نویسندگان ایران بود.

### درگذشت
باقر پرهام ۷ خردادِ ۱۴۰۲ در ۸۷ سالگی در ساکرامنتو، کالیفرنیا درگذشت.

### ترجمه
- امیل دورکیم. دربارهٔ تقسیم کار اجتماعی، تهران: کتابسرای بابل، ۱۳۶۹، ۴۰۰ صفحه. شابک ‎۹۷۸۹۶۴۳۰۵۶۷۵۹
- امیل دورکیم. صور بنیانی حیات دینی، تهران: نشر مرکز، ۱۳۸۳، ۶۲۶ صفحه. شابک ‎۹۷۸۹۶۴۳۰۵۶۹۳۳
- داریوش شایگان. هانری کربن: آفاق تفکر معنوی در اسلام ایرانی‌، تهران: نشر و پژوهش فرزان روز، ۱۳۷۱، ۵۴۸ صفحه. شابک ‎۹۷۸–۹۶۴۳۲۱۲۵۰۶
- کارل مارکس. نبردهای طبقاتی در فرانسه از ۱۸۴۸ تا ۱۸۵۰، تهران: نشر مرکز، ۲۰۰ صفحه. شابک ‎۹۷۸۹۶۴۳۰۵۵۰۱۱
- ریمون آرون. مراحل اساسی سیر اندیشه در جامعه‌شناسی، تهران: انتشارات علمی و فرهنگی، ۱۳۶۴، ۸۰۴ صفحه. شابک ‎۹۷۸–۹۶۴۴۴۵۱۳۳۱
- ریچارد سنت. اقتدار، تهران: انتشارات شیرازه، ۳۰۰ صفحه. شابک ‎۹۷۸۶۰۰۵۷۱۱۶۶۰
- کارل مارکس. هیجدهم برومر لوئی بناپارت، تهران: نشر مرکز، ۲۱۰ صفحه. شابک ‎۹۷۸۹۶۴۳۰۵۳۹۳۲
- ریمون بودون. مطالعاتی در آثار جامعه‌شناسان کلاسیک، تهران: نشر مرکز، ۱۳۸۳.
- ژان هیپولیت. مقدمه بر فلسفه تاریخ هگل، تهران: انتشارات آگاه*چاپ جدید: سپهر خرد* ۱۴۰۲، ۱۵۴ صفحه. شابک ‎۹۷۸۹۶۴۴۱۶۰۸۸۲
- ژان وال. ناخشنودی آگاهی در فلسفه هگل، تهران: انتشارات آگاه. * چاپ جدید:سپهر خرد*۱۴۰۲.
- کارل مارکس. گروندریسه، مبانی نقد اقتصاد سیاسی (در ۲ جلد)، ترجمه با احمد تدین، چاپ اول ۱۳۶۳* چاپ جدید: سپهر خرد *۱۴۰۱.
- کریستیان دولاکامپانی. تاریخ فلسفه در قرن بیستم، تهران: نشر آگه. * چاپ جدید: سپهرخرد * ۱۴۰۲.
- گئورگ ویلهلم فریدریش هگل. استقرار شریعت در مذهب مسیح، تهران: انتشارات آگاه، ۱۶۰ صفحه. شابک ‎۹۷۸۹۶۴۴۱۶۲۷۱۸. چاپ اول انتشارات آگاه ۱۳۶۹، چاپ جدید: سپهر خرد* ۱۴۰۲.
- گئورگ ویلهلم فریدریش هگل. پدیدارشناسی جان، تهران: انتشارات کندوکاو، ۱۳۹۰. * چاپ جدید: سپهر خرد: ۱۴۰۲.
- گئورگ ویلهلم فریدریش هگل. پیشگفتار پدیدارشناسی جان، تهران: انتشارات آگاه.
- گابریل گارسیا مارکز. ماجرای اقامت پنهانی میگل لیتین در شیلی، تهران: انتشارات سپهر خرد، ۱۸۴ صفحه. شابک ‎۹۷۸۶۰۰۹۷۵۳۷۰۳
- لئو اشتراوس. حقوق طبیعی و تاریخ، تهران: انتشارات آگاه، ۴۱۶ صفحه. شابک ‎۹۷۸۹۶۴۴۱۶۰۲۶۴ *چاپ جدید: سپهر خرد* ۱۴۰۲.
- میشل فوکو. نظم گفتار، تهران: نشر آگه، ۱۳۷۹، ۸۲ صفحه. شابک ‎۹۷۸–۶۰۰۹۷۵۳۷۷۲* چاپ جدید: سپهر خرد *۱۴۰۲.
- یوسف اسحاق‌پور. بر مزار صادق هدایت، تهران: انتشارات باغ آینه، ۱۳۷۳، ۱۰۴ صفحه. شابک ‎۹۷۸۶۰۰۸۲۰۹۳۳۱
- هانری مندراس و ژرژ گورویچ. مبانی جامعه‌شناسی، تهران: انتشارات امیرکبیر، ۱۳۴۹
- روژه گارودی. در شناخت اندیشهٔ هگل، تهران: انتشارات آگاه، ۱۳۶۲
- آستولف لویی لئونور مارکی دو کوستین. نامه‌های روسی، تهران: نشر مرکز، ۱۳۹۹، ۳۹۴ صفحه. شابک ‎۹۷۸۹۶۴۲۱۳۲۹۴۲
- ژرژ گورویچ. مطالعاتی دربارهٔ طبقات اجتماعی، تهران: انتشارات اندیشه احسان، ۱۳۹۹، ۲۶۸ صفحه. شابک ‎۹۷۸۶۲۲۶۷۱۹۵۱۳

### تألیف
- گسترش مدارس غیرانتفاعی و شهریه‌بگیر در تهران ۱۳۷۳–۱۳۷۴ (پایان‌نامه)
- با نگاه فردوسی
- باهم‌نگری و یکتانگری: مجموعهٔ مقالات (قبل و بعد از سال ۵۷: تا پایان سال ۱۳۷۸ خورشیدی) تهران: سپهرخرد* ۱۴۰۲*۴۳۲ صفحه.
- جامعه و دولت